# بورگروین
بورگِروِيْن (به هلندی: Burgerveen، بورخِفِیْن) یک منطقهٔ مسکونی در هلند است که در هارلمرمیر واقع شده‌است. بورگروین ۳۷۴ نفر جمعیت دارد.